# Yebin
Baek Ye-bin (hangul: 백예빈; Chuncheon, provincia de Gangwon, 13 de julio de 1997), más conocida como Yebin, es una cantante surcoreana. Fue una de las componentes del grupo femenino surcoreano DIA, y  también ha participado en el programa de supervivencia The Unit, convirtiéndose en miembro de Uni.T.

## Biografía, primeros años y educación
Baek Ye-bin nació el 13 de julio de 1997 en Chuncheon, provincia de Gangwon, Corea del Sur. Creció con sus padres y su hermano menor, Baek Jin-woo. Su padre es profesor de matemáticas y su madre es dueña de un salón en Chuncheon. El salón se llama 'DIAHAIR'. Yebin estudió anteriormente en la escuela secundaria para niñas de Chuncheon, junto con Binnie de Oh My Girl, pero luego se cambió a la escuela secundaria de Seocho.

## Carrera

### Predebut
Yebin era una aprendiz de Ensoul Entertainment, donde estaba previsto que debutara con el grupo femenino Project A, junto con sus compañeras Jenny y Eunchae. Yebin se inscribió en la Academia de Danza Calip, junto con su compañera Huihyeon. Yebin fue una vez modelo de uniforme escolar junto con los miembros de B1A4.

### 2015: Debut con DIA
En enero de 2015, MBK Entertainment anunció sus planes de debutar un nuevo grupo femenino, originalmente con una estrategia para que las posibles candidatas compitieran en un programa de supervivencia. Sin embargo, una vez que la idea fue descartada, la compañía decidió seleccionar a sus miembros internamente y la alineación final fue revelada con siete miembros: Seung-hee, Cathy, Eunice, Jenny, Eun-jin, Chae-yeon y la propia Yebin.
DIA lanzó su álbum debut, Do It Amazing el 14 de septiembre de 2015, con el sencillo principal "Somehow" (왠지; Waenji ). Su primera aparición pública oficial fue el mismo día en que el grupo realizó una presentación en el Ilchi Art Hall de Seúl. Hicieron su debut oficial en M! Countdown de Mnet el 17 de septiembre de 2015.

### 2017: Seoraksan in October y The Unit
El 4 de septiembre de 2017, Yebin y su compañera Somyi escribieron una carta a sus fanes y la publicaron a través de Instagram, haciéndoles saber a los fanes su decisión de participar en el proyecto ídolo de KBS, The Unit.
Antes de participar en 'The Unit' de KBS2, Yebin y su compañera Somyi prometieron lanzar un sencillo a dúo. Cumplieron su promesa al lanzar una imagen teaser del sencillo el 23 de septiembre de 2017. La canción se llamó "Seoraksan in October", una canción que ilustra la belleza de Seoraksan en otoño cuando los árboles cambian de color y expresa los deseos de emprender una aventura cuando llega la temporada de otoño.
El 28 de septiembre de 2017, Yebin y su compañera Somyi lanzaron su último dueto juntas antes de participar en 'The Unit' de KBS. Interpretaron su dueto "Seoraksan in October" con Eunchae en la transmisión del 29 de septiembre de 2017 de Music Bank.
El 3 de octubre de 2017, MBK Entertainment confirmó que DIA regresaría, pero promocionaría como 7 miembros para su regreso con el sencillo "Good Night" sin Yebin y Somyi, ya que ambas estarán ocupadas participando en el programa de supervivencia 'The Unit', a pesar de que grabaron canciones para 'Gift'.

### 2018: UNI.T
El 10 de febrero de 2018, durante el episodio final de The Unit, Yebin quedó en segundo lugar entre las concursantes femeninas con un total de 83,910 votos y se convirtió en miembro de la alineación femenina final que luego se reveló que se llamaría UNI.T. Yebin estuvo en UNI.T por siete meses.
UNI. T debutó oficialmente con su primer EP Line el 18 de mayo de 2018, con el sencillo principal "No More", compuesto por Shinsadong Tiger. El sencillo principal se caracteriza por sus elementos de reggae. El grupo interpretó "No More" por primera vez en el Dream Concert 2018 el 12 de mayo, seis días antes de su debut. Hicieron oficialmente su debut en el escenario de Music Bank de KBS el mismo día del lanzamiento del álbum, donde interpretaron "A Memory Clock" y "No More".

### 2021-presente: Debut en solitario
El 23 de junio de 2021, se anunció que Yebin haría su debut en solitario con el sencillo "Yes I Know" el 7 de julio de ese mismo año.
El 14 de junio de 2023, Yebin lanzó su primer sencillo bajo YamYam Entertainment llamado "Contrail".

## Discografía

### Sencillos
| Título                                                                                      | Año  | Posiciones más altas en los gráficos | Álbum               |
| Título                                                                                      | Año  | COR                                  | Álbum               |
| ------------------------------------------------------------------------------------------- | ---- | ------------------------------------ | ------------------- |
| "Waiting for You" (널 기다려)                                                               | 2016 | —                                    | Happy Ending        |
| "Seoraksan in October" (시월에 설악산) (con Somyi)                                          | 2017 | —                                    | Present             |
| "Yes I Know"                                                                                | 2021 | —                                    | Sencillos sin álbum |
| "White Christmas" (크리스마스에는) (con Lee Bo-ram y Punch)                                 | 2022 | 194                                  | Sencillos sin álbum |
| "Contrail" (비행구름)                                                                       | 2023 | —                                    | Sencillos sin álbum |
| "—" indica los lanzamientos que no entraron en las listas o que no se lanzaron en ese país. |      |                                      |                     |

## Videografía

### Videos musicales
| Título       | Año  | Director(es) | Ref.   |
| ------------ | ---- | ------------ | ------ |
| "Yes I Know" | 2021 | Desconocido  | [ 16 ] |
| "Contrail"   | 2023 | Desconocido  | [ 17 ] |

## Filmografía

### Series web
| Año  | Título             | Papel   | Notas            |
| ---- | ------------------ | ------- | ---------------- |
| 2016 | Happy Ending       | Yebin   | Papel principal  |
| 2023 | Happy Merry Ending | Hyun-ji | Papel secundario |

### Series de televisión
| Año  | Título           | Papel | Notas            |
| ---- | ---------------- | ----- | ---------------- |
| 2020 | Zombie Detective | Yebin | Papel secundario |

### Programas de variedades
| Año  | Título                            | Papel       |
| ---- | --------------------------------- | ----------- |
| 2017 | The Unit: Idol Rebooting Project  | Concursante |
| 2017 | The King of Masked Singer ep. 125 | Concursante |